# أرامل السيد ويلكنسون

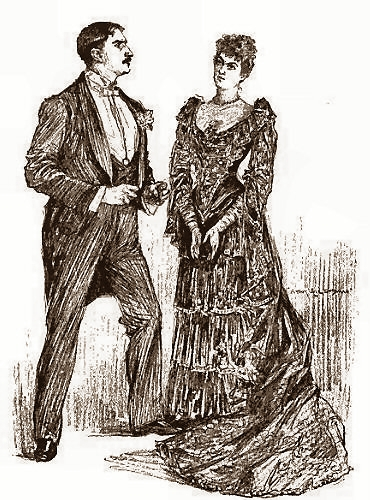
مشهد مع السيد والسيدة بيرين.
السيد بيرين: أخبرته أنك كنتِ متزوجة من أحمق!
السيدة بيرين: لن أخبر أحداً بذلك ؛ هناك بعض الأشياء التي يجب أن نحتفظ بها لأنفسنا.
مصور أمريكي، 1891

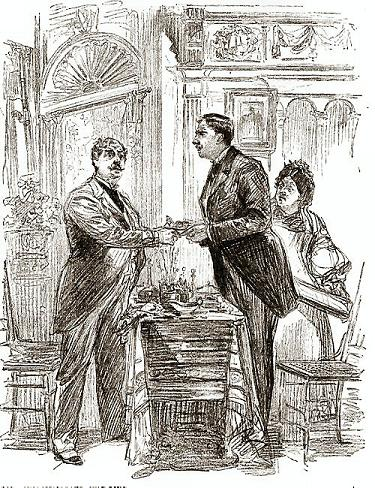
مشهد مع السيد بيرين، الرائد. مالوري وماري.
بيرين: لا بأس، سآخذه بعيدا اذا لم يعجبك.
مالوري: لا بأس. (مكرراُ) أنا أحب ذلك، يا ولدي،
مصور أمريكي، 1891

أرامل السيد ويلكنسون هي كوميديا هزلية في ثلاثة أعمال من تأليف ويليام جيليت من مسرحية ألكسندر بيسون فيو توبينيل. افتتحت المسرحية تحت إدارة تشارلز فروهمان يوم الإثنين 30 مارس 1891 في مسرح بروكتر واستمرت حتى نهاية الموسم مع سقوط الستار الأخير في 13 يونيو وظلت تعرض حتى 3 أكتوبر 1891.

## الملخص
تدور قصة أرامل السيد ويلكنسون حول السيدة. بيرسيفال بيرين والسيدة. هنري ف.ديكرسون، كلاهما أرملة منذ سبع سنوات، تزوجتا الآن وتعيشان تحت سقف واحد. لا تدرك كل منهما أن أزواجهن الراحلين كانوا في الواقع نفس الرجل وهو السيد ويلكنسون. 

## العمل المسرحي
لوس أنجلوس هيرالد 5 فبراير 1892
لماذا لا يزال يتعين على كتّاب المسرحيات الأمريكيين الذهاب إلى ألمانيا أو فرنسا للبحث عن افكار لعملهم؟ قدم السيد جيليت كوميديا مبهجة من مسرحية أرامل السيد ويلكنسون، ولكن كان هناك غياب كامل لأي أثر أو لون من الأدب الأمريكي، أو أصالة في الكوميديا، كما كانت ممتعة. نأمل ألا يصبح السيد جيليت مجرد ناقل.

## فريق نيويورك
- بنيامين دكوورث: جي دبليو طومسون
- سوزانا مكوليف: مود وايت
- هنري ف.ديكرسون: فريد بوند
- السيدة. هنري ف.ديكرسون
- بيرسيفال بيرين: جوزيف هولاند
- السيدة. بيرسيفال بيرين: لويز ثورندايك بوكياكو
- إي بيمبروك: توماس وايز
- الرائد. بي. فيرجسون مالوري: توماس بيرنز
- ماري: آني وود
- جوليا: ليليان ليتش